# Coprosma moorei
Coprosma moorei là một loài thực vật có hoa trong họ Thiến thảo. Loài này được F.Muell. ex Rodway mô tả khoa học đầu tiên năm 1894.